# Lake Blanche
Der Lake Blanche ist ein trockener Salzsee im Nordosten des australischen Bundesstaates South Australia. 
Der See liegt ungefähr 125 Kilometer südwestlich des Dreiländerecks South Australia – New South Wales – Queensland, der Cameron Corner, am Südrand der Strzelecki-Wüste. Der Moppa-Collina-Channel verbindet ihn mit dem Lake Callabonna, einem weiteren großen Salzsee südöstlich des Lake Blanche und nördlich des Lake Frome.
Nördlich an den See schließt die Strzelecki Regional Reserve, ein staatliches Schutzgebiet, an. Der Strzelecki Track passiert den See im Osten und Süden in etwa zehn Kilometer Abstand.